# Acrolophus lerodes
Acrolophus lerodes är en fjärilsart som beskrevs av John Hartley Durrant 1914. Acrolophus lerodes ingår i släktet Acrolophus och familjen Acrolophidae. Inga underarter finns listade i Catalogue of Life.